# Bảo tàng Stanisław Noakowski ở Nieszawa
Bảo tàng Stanisław Noakowski ở Nieszawa (tiếng Ba Lan: Muzeum Stanisława Noakowskiego w Nieszawie) là một bảo tàng dành cho Stanisław Noakowski và Ludwik Bouchard, tọa lạc tại số 6 Phố Mickiewicza, Nieszawa, Ba Lan. Bảo tàng là một chi nhánh của Bảo tàng Vùng đất Kujawy và Dobrzyń ở Włocławek.

## Lịch sử hình thành
Bộ sưu tập kỷ vật có liên quan đến cuộc đời Stanisław Noakowski được trưng bày lần đầu tiên vào năm 1934. Triển lãm này được đặt tại trụ sở của giáo xứ địa phương nơi sinh của Noakowski và hoạt động cho đến khi Chiến tranh thế giới thứ hai bùng nổ. Bảo tàng Stanisław Noakowski ở Nieszawa chính thức mở cửa đón công chúng vào năm 1983. Trụ sở của Bảo tàng là một ngôi nhà theo kiến trúc tân cổ điển được xây dựng vào nửa đầu thế kỷ 19. Địa điểm này là nơi gia đình Noakowski từng sinh sống trong giai đoạn 1868-1877.

## Triển lãm
Tầng trệt của ngôi nhà trưng bày kỷ vật và các tác phẩm nghệ thuật được tạo ra từ năm 1916 đến năm 1925 của Stanisław Noakowski. Ở tầng một có một triển lãm dành cho Ludwik Bouchard - giáo viên của Noakowski. Ngoài các bộ sưu tập tiểu sử, Bảo tàng còn trưng bày các hiện vật có liên quan đến lịch sử của Nieszawa.

## Giờ mở cửa
Bảo tàng Stanisław Noakowski ở Nieszawa hoạt động quanh năm, mở cửa tất cả các ngày trong tuần trừ thứ Hai.